# バトルトード
『バトルトード』（Battletoads）は、イギリスに本社を置くレアが開発した横スクロールアクションゲームシリーズ。1作目は1991年発売。発売はTRADEWEST。後に日本語版として、ファミリーコンピュータ版はメサイヤ、ゲームギア版・メガドライブ版はセガから発売された。
その他、ゲームボーイ版が1991年に北米、1994年に日本で発売されているが、内容はアレンジ移植となっている。一方、純粋なファミリーコンピュータ版の移植作となるゲームボーイ版が北米のみで『Battletoads in Ragnarok's World』（1993年）というタイトルで発売されている。

## 概要
3匹のカエルが仲間を助けるために闇の女王に挑むというストーリー。
プレイヤーは二足歩行のカエル「ラッシュ」「ジッツ」「ピンプル」を操作してゲームを進める。ただし、シリーズによっては使用出来ないキャラクターもいる。
攻撃は敵味方問わずダメージを与えられる（すなわち、2Pプレイでは相手プレイヤーを攻撃してしまうこともある）。敵キャラクターを攻撃した際に手足が巨大化したり武器に変形したりするなどのダイナミックな演出が特徴である。
武器を持っている敵を倒すとその武器を拾って自分で使用できるが、数回使うと壊れる。単純に敵を倒すステージ以外にも、高速エアバイクに乗りながら障害物を避けていくもの、空中浮遊する足場を使いながら崖下りをするものなど、ステージ構成には多くのバリエーションがある。
当時、ゲームなどでも人気を博していた『ティーンエイジ・ミュータント・ニンジャ・タートルズ（TMNT）』シリーズの人気の影響を受け、TMNTに対抗する為にこのゲームが開発された。グラフィックやゲームプレイのバリエーションなどが高い評価を受け好評だったが、その一方で難しいゲームでもあった。その為、難易度に関して賛否が分かれた。

## 移植版
| No. | タイトル                        | 発売日                          | 対応機種         | 開発元                 | 発売元             | メディア                  | 型式                | 売上本数 | 備考                                                              |
| --- | ------------------------------- | ------------------------------- | ---------------- | ---------------------- | ------------------ | ------------------------- | ------------------- | -------- | ----------------------------------------------------------------- |
| 1   | バトルトード                    | 1992年12月 1993年3月26日 1993年 | メガドライブ     | アークシステムワークス | セガ               | 4メガビットロムカセット   | T-97026 G-4074      | -        |                                                                   |
| 2   | バトルトード                    | 1993年 1994年1月14日            | ゲームギア       | アークシステムワークス | セガ               | ロムカセット              | T-97018 2436 G-3311 | -        |                                                                   |
| 3   | Battletoads in Ragnarok's World | 1993年6月                       | ゲームボーイ     | レア                   | Tradewest          | ロムカセット              | DMG-R7-USA DMG-BVJ  | -        | 北米のみの発売、ファミリーコンピュータ版の移植                    |
| 4   | Battletoads                     | 1994年                          | Amiga Amiga CD32 | Mindscape              | Mindscape          | フロッピーディスク CD-ROM | DP130018            | -        |                                                                   |
| 5   | Rare Replay                     | 2015年8月4日 2015年8月6日       | Xbox One         | レア                   | Xbox Game Studios  | BD-ROM ダウンロード       | -                   | -        | ファミリーコンピュータ版の移植 レア制作のゲーム30本をカップリング |
| 6   | バトルトード                    | 2021年11月12日                  | FC/FC互換機      | レア                   | コロンバスサークル | ロムカセット              | CC-FCBTD-GR         | -        | ファミリーコンピュータ版の復刻 任天堂ノンライセンス製品           |

## スタッフ
- オリジナル・コンセプト：スタンパー・ブラザーズ（英語版）（ティム・スタンパー、クリス・スタンパー）
- プロデューサー：ジョエル・ホッホバーグ
- デザイン：グレッグ・マイルス、ガイ・ミラー、ティム・スタンパー
- 追加デザイン：ケヴィン・ベイリス、マーク・ベターリッジ
- アート・ディレクター：ケヴィン・ベイリス
- 追加グラフィック：ティム・スタンパー
- プログラム・ディレクター：クリス・スタンパー
- グラフィック・デコーディング：クリス・サザーランド
- プログラマー：マーク・ベターリッジ
- ハードウェア：クリス・スタンパー
- 音楽：デヴィッド・ワイズ
- プロダクト・テスティング：ヒュー・ワード

## 評価
ファミリーコンピュータ版
ゲーム誌『ファミコン通信』の「クロスレビュー」では合計30点（満40点）でシルバー殿堂入りを獲得している。
メガドライブ版
ゲーム誌『ファミコン通信』の「クロスレビュー」では、6・7・6・7の合計で25点（満40点）、『メガドライブFAN』の読者投稿による「ゲーム通信簿」での平均点は、以下の通り19.5点（満30点）。
| 項目 | キャラクタ | 音楽 | お買得度 | 操作性 | 熱中度 | オリジナリティ | 総合 |
| 得点 | 3.3        | 3.4  | 3.0      | 3.2    | 3.2    | 3.3            | 19.5 |
ゲームギア版
ゲーム誌『ファミコン通信』の「クロスレビュー」では、6・6・6・6の合計で24点（満40点）。
ゲームボーイ版
ゲーム誌『ファミコン通信』の「クロスレビュー」では、5・4・5・4の合計で18点（満40点）、『ファミリーコンピュータMagazine』の読者投稿による「ゲーム通信簿」での平均点は以下の通り13.2点（満30点）。
| 項目 | キャラクタ | 音楽 | お買得度 | 操作性 | 熱中度 | オリジナリティ | 総合 |
| 得点 | 2.7        | 2.0  | 1.7      | 2.7    | 1.8    | 2.3            | 13.2 |

## 続編
- Battletoads Double Dragon（英語版）（1993年）
- バトルトード イン バトルマニアック（英語版）（1994年）
日本ではスーパーファミコン版がメサイヤより発売された。2024年にはスーパーファミコン Nintendo Switch Onlineのラインナップの一つとして追加された[20]。
- Battletoads Arcade（英語版）（1994年）
2015年8月6日発売の『Rare Replay』に収録。
- バトルトード（英語版）（2020年）